# Marvin Jouno
Marvin Jouno est un auteur-compositeur-interprète, réalisateur, décorateur et photographe français, né le 21 février 1984 à Saint-Brieuc (Côtes d'armor).
C’est d’abord par le cinéma que Marvin Jouno entame son parcours artistique, mais c’est par la musique qu’il se révèle par le biais de deux albums, Intérieur nuit, sorti en mars 2016, puis Sur Mars, paru en janvier 2019.

## Biographie
Marvin Jouno est né à Saint-Brieuc en Bretagne, le 21 février 1984. Issu d’un milieu modeste et ouvrier, il suivra l’évolution géographique et sociale de ses parents, qui les verra s’installer en région parisienne, d’abord à Montreuil (Seine-Saint-Denis) puis à Corbeil-Essonnes (Essonne). À la maison la culture est prédominante : les BD, livres et disques en constituent le décor principal. Ses parents écoutent de la soul music (il tient son prénom du chanteur américain Marvin Gaye), du reggae, de la cold-wave et de la chanson française : de Léo Ferré à Alain Bashung en passant par Étienne Daho ou encore Jean-Louis Murat. Plus tard, adolescent il pratiquera la basse et élargira son prisme d’écoute en découvrant le jazz, la musique concrète, le hip-hop et des projets pop marquants tels que : Radiohead, Bjork, les Beatles, Arcade Fire… À cet instant, la musique est déjà centrale mais il va opter pour des études de cinéma. Il vit et travaille aujourd’hui à Paris.

## Cinéma
Il commence par étudier le cinéma dans le cadre d’une série Littéraire-Cinéma, au lycée Robert-Doisneau à Corbeil-Essonnes. Après avoir obtenu le baccalauréat, il poursuit dans un premier temps son cursus à l’université Paul Valéry de Montpellier en Histoire de l’art, puis au Conservatoire libre du cinéma français, situé dans le 19e arrondissement parisien où il décroche un diplôme d’assistant-réalisateur. 
Sitôt sorti d’école, il entame en 2004 une carrière de décorateur pour les dix ans à venir, sur des longs-métrages tels que : L'Équilibre de la terreur, Les Fragments d'Antonin, Survivre avec les loups, Gigola, Les Larmes d'argent, ou encore des clips, séries télévisées, spots de pub et shootings photo de mode. Il sera aussi un temps tapissier à la Comédie-Française.
En 2010, il suit une formation de photographe au sein des Gobelins — L'école de l’image. Il expose au 106 à Paris puis au 202 à Bruxelles le fruit de son travail photographique.
En octobre 2016, il fait partie du jury court-métrage du Festival international du film francophone de Namur.

## Musique
En parallèle, il commence à écrire ses premiers textes en français et compose ses premières chansons qui seront regroupées dans deux EP auto-produits, disparus à ce jour : Éclipse en 2010 et L'Ivoire en 2013. Il découvre à cette époque la scène dans le cadre d’une dizaine de dates échelonnées tout au long de l’année 2013 aux Trois Baudets. Il se fait alors remarquer par sa sélection aux différents concours : Les 10 talents Europe1 2013, On a les moyens de vous faire chanter sur France Inter ainsi qu’en étant finaliste Chanson Île-de-France des Inouïs du Printemps de Bourges.
Il signe en novembre 2014 au sein du label Un plan simple, une filiale indépendante de Sony Music France.
En août 2015 sort son premier EP Ouverture, comportant 4 titres, dont Quitte à me quitter, titre phare de l’album. Le 11 mars 2016 sort son premier album, Intérieur nuit, qui sera accompagné d’un moyen métrage de 48 minutes co-réalisé avec Romain Winkler (Odezenne, Étienne Daho…). Tourné au mois de février en Géorgie avec Tina Dalakishvili, ce film illustrant les 11 titres de l’album sera projeté deux fois au MK2 Grand Palais, diffusé sur France 4 puis au Festival du film francophone d'Angoulême.
Enregistré à l’été 2015 au studio Vega à Carpentras aux côtés d’Agnès Imbault (Juniore, Canine, Zazie…) à la co-composition et d’Angelo Foley (Christine and the Queens, Eddy de Pretto, Grand Corps Malade, Georgio…) à la réalisation ce premier album salué par la critique vaut à son auteur d’être finaliste du prix Deezer-Adami 2016, lauréat du Fair 2017 et bénéficiaire d’un accompagnement de carrière de la Sacem.
Intérieur nuit est élu meilleur album francophone de l’année 2016 par la RTBF et figure dans les 100 meilleurs albums de 2016 selon Les Inrockuptibles.
Il s'ensuit une tournée d’environ 70 dates jusqu’à l’été 2017. Outre ses dates parisiennes à La Flèche d’or, La Maroquinerie et au Café de la danse, il sillonne les routes de France et officie dans de nombreux festivals : le Printemps de Bourges, les Francofolies de La Rochelle, les Francofolies de Spa, les FrancoFolies de Montréal, le festival Mythos, le MAMA festival, le festival Art Rock à Saint-Brieuc, Les Papillons de nuit, le Brussels Summer Festival …
Il joue par ailleurs en première partie de Jeanne Cherhal à La Cigale, Cali, Julien Doré, Pony Pony Run Run, Superbus au Trianon, Camille, Michel Polnareff aux Arènes de Nîmes, Les Vieilles Canailles à l’AccorHotels Arena et surtout Zazie pour onze dates de l’Heureux Tour.
Par l’entremise des alliances françaises et instituts français, il donne des concerts au Brésil à Rio, Porto Alegre et Brasilia, en Algérie à Alger et Constantine mais aussi en Roumanie à Timisoara. À l’automne 2017, il marque une parenthèse dans le processus de création de son deuxième album et entame un voyage de 45 jours en solitaire qui le mènera de Brest à Tokyo sans prendre l’avion.
En juillet 2018, il participe à La Traversée, un échange entre artistes français et québécois, l'idée étant de monter un spectacle musical inédit et unique lors des FrancoFolies de Montréal.
Le 26 octobre 2018 sur Mars le 1er extrait du second album est dévoilé par le biais d’un clip co-réalisé avec Adrien Benoliel. Sur Mars, son 2e album studio,  sort le 25 janvier 2019. Une tournée a lieu avec une première date parisienne au Café de la Danse le 12 mars 2019.

## Discographie

### Albums studio
- 2016 : Intérieur nuit
- 2017 : Intérieur nuit (réédition)
- 2019 : Sur Mars

### EP
- 2015 : Ouverture

### Participations
- 2016 : Compilation L'Esprit Inter 05 : le son de France Inter
- 2016 : Compilation M6 hits 2016
- 2017 : Bande originale du film De plus belle d'Anne Gaelle Daval
- 2017 : Bande originale du film Embrasse-moi ! d'Océane Rose Marie
- 2017 : Bande originale du film Tout nous sépare de Thierry Klifa
- 2018 : Bande originale du film Ma fille de Naidra Ayadi

## Réalisation
- 2005 : Dernier Lit, court métrage
- 2015 : Dans l'étang, clip co-réalisé avec Cyrille Gaubert
- 2015 : Est-ce l'Est ?, clip co-réalisé avec Cyrille Gaubert
- 2015 : Si le vous vous plait, clip co-réalisé avec Cyrille Gaubert
- 2016 : Intérieur nuit, moyen métrage co-réalisé avec Romain Winkler
- 2016 : Love Later, clip
- 2018 : Sur Mars, clip co-réalisé avec Adrien Benoliel

## Récompenses
- 2013 : Finaliste des Talents Europe 1 2013
- 2016 : Intérieur nuit élu meilleur album francophone selon la RTBF
- 2016 : Finaliste du prix Deezer Adami 2016
- 2017 : Lauréat du FAIR 2017